# Pelomyiella opacula
Pelomyiella opacula är en tvåvingeart som först beskrevs av Zetterstedt 1860.  Pelomyiella opacula ingår i släktet Pelomyiella, och familjen dynflugor. Arten är reproducerande i Sverige.